# 1537 a tudományban
Az 1537. év a tudományban és a technikában.

## Események
- Recife (Brazília) alapítása
- Bengaluru (India) alapítása
- Otto Brunsfels: Füvészkönyv
- Sárvári nyomda alapítása.
- 1537–1554 Győri Püspökvár építése.

## Születések
- Hieronymus Fabricius, anatómus és embriológus (1619).
- Christophorus Clavius csillagász és matematikus (1612).

## Halálozások
- Baldassare Peruzzi, olasz építész